# 27508 Johncompton
27508 Johncompton è un asteroide della fascia principale. Scoperto nel 2000, presenta un'orbita caratterizzata da un semiasse maggiore pari a 2,9964661 au e da un'eccentricità di 0,1062014, inclinata di 10,99163° rispetto all'eclittica.